# راین ویلیامز
 راین ویلیامز (انگلیسی: Rhyne Williams؛ زادهٔ ۲۲ مارس ۱۹۹۱) یک تنیس‌باز اهل ایالات متحده آمریکا است.